# Josef Hrubý (architekt)
Josef Hrubý (23. února 1906 Větrný Jeníkov – 20. prosince 1988 Praha) byl český architekt a grafik.

## Život a dílo

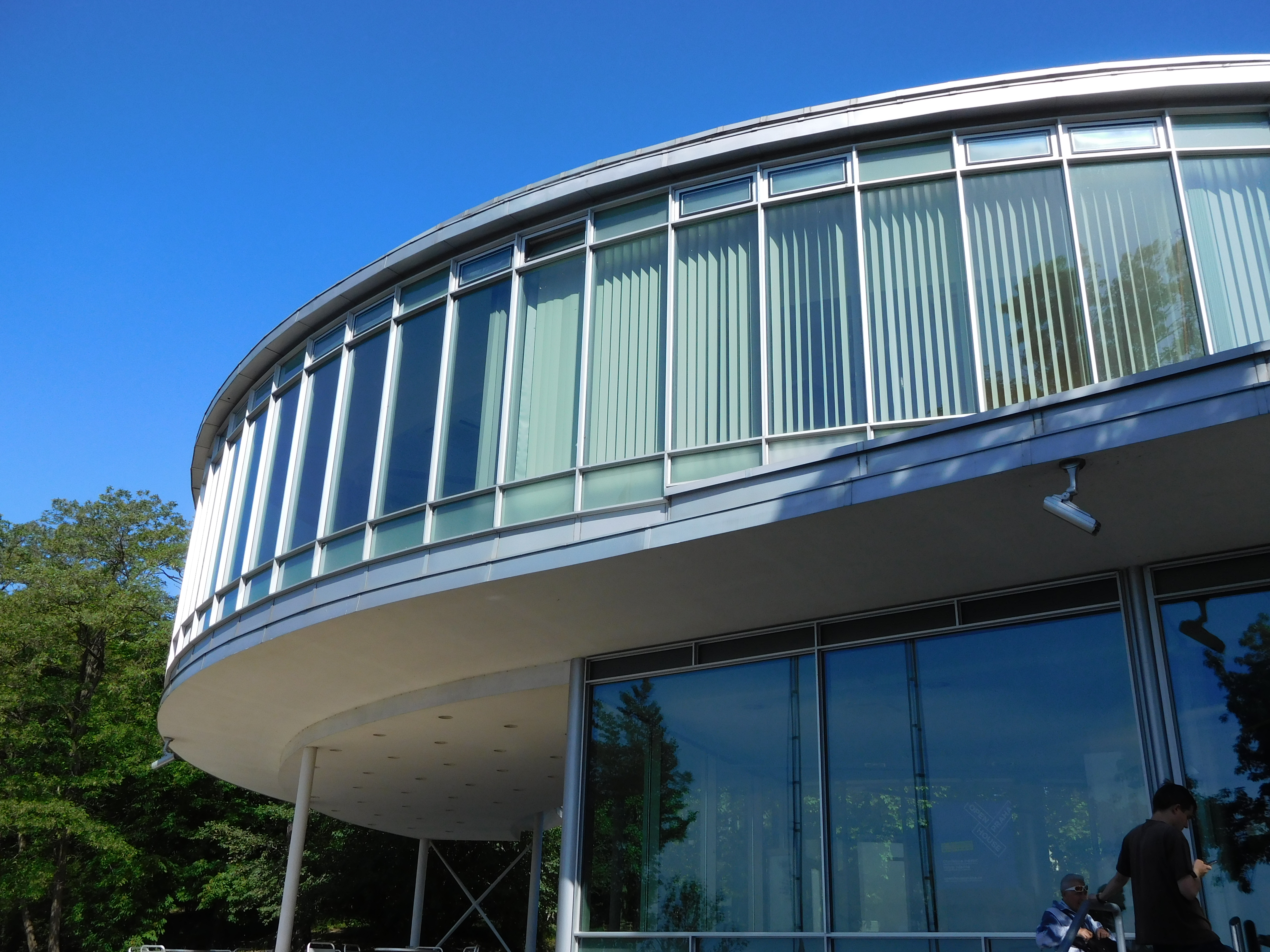
Pavilon Expo 58 v Praze na Letné

Studoval České vysoké učení technické v Praze pod odborným vedením Antonína Ausobského a Oldřicha Jakuba Blažíčka. Promoval roku 1931. Ještě před tím (1929) se zúčastnil Výstavy mladých architektů, která se konala v Topičově salonu v Praze.
Postupně se členem Umělecké besedy a Levé fronty. Počínaje rokem 1948 stál v čele ateliéru ve Stavoprojektu. Před druhou světovou válkou, ve třicátých letech 20. století, spolupracoval Karlem Hannauerem a Josefem Kittrichem, po ní pak s Josefem Havlíčkem a Františkem Kerhartem. Ve své tvorbě preferoval funkcionalistický styl. Od padesátých let 20. století spolupracoval s Františkem Cubrem a Zdeňkem Pokorným. Spolu navrhli československý pavilon na Světové výstavě 1958 (EXPO) a podíleli se také na podobě expozic a exteriéru národního výstavního pavilonu na Světové výstavě 1967. Hrubý rovněž navrhl Dům módy v Praze na Václavském náměstí (1956) nebo sochařský ateliér manželů Janouškových.
Vedle architektury se věnoval i grafice a malbě, a to již od svých studentských let. Jím vytvořené dřevoryty otiskovala odborná periodika (Veraikon či Bibliofil). Tvořil ex libris a roku 1927 soubor deseti těchto svých děl vydal.
Roku 1955 získal zlatou medaili za přípravu československé expozice na veletrhu v etiopské Adis Abebě.